# Anson Williams
Pour les articles homonymes, voir Williams.
Anson Williams est un réalisateur, acteur, producteur et scénariste américain né le 25 septembre 1949 à Los Angeles, Californie (États-Unis).

## Biographie
Le père d'Anson Williams a dirigé une compagnie d'aviation dont il a été licencié. Il a alors ouvert un stand nommé le « Orange Julius » dans une salle de lutte sur Van Nuys boulevard, où Anson Williams a travaillé parfois de nuit quand il était au lycée.
Dès sa première année universitaire, au Pierce Junior College, il suit des cours d'art dramatique et découvre qu’il a des talents de comédien. Il décide d’abandonner son projet de devenir professeur de gymnastique. Il décide aussi d’abandonner son dernier nom de Heimlich pour s’appeler simplement Anson Williams, puis il décroche de nombreux rôles secondaires dans des comédies musicales et au théâtre, et il devient un visage populaire aux États-Unis après avoir tourné pour des publicités dont plusieurs pour McDonald's.
En 1974, il intègre la série Happy Days dans le rôle de Potsie, le meilleur ami de Richie. Ce personnage lui convient parfaitement car il lui permet de vivre son autre passion, la chanson. Après avoir quitté la série en 1983, il s’essaie à la musique mais sa carrière de chanteur n’est pas un succès.
En 1977, Anson Williams devient la vedette de sa propre émission télévisée : Anson Williams at Sea World. En 1981, sa femme Lorri Mahaffey et lui deviennent les vedettes d'une émission spéciale appelée : Anson et Lorri. Le show avait été conçu comme le pilote d'un spin-off de « Happy Days », mais il ne reçoit pas le succès escompté.
Après plusieurs années, Williams a compilé une longue liste de projets en tant que réalisateur de télévision. En plus de plusieurs téléfilms, il a dirigé des épisodes de Star Trek : Voyager, La Loi de Los Angeles, Beverly Hills 90210, Melrose Place, Le Caméléon, Xena, la guerrière et Hercule.
Il a dirigé plusieurs épisodes de Diagnostic : Meurtre et un de La croisière s'amuse.
En 1987, avec son partenaire de Happy Days, Al Molinaro, il ouvre une chaîne de restaurants dans le midwest, nommée Big Al's. Aujourd’hui il vit à Malibu avec sa femme Jackie Gerken et sa fille Hannah née en 1989.

## Filmographie

### comme réalisateur
- 1985 : No Greater Gift (téléfilm)
- 1986 : The Drug Knot (téléfilm)
- 1987 : Flic à tout faire (Hooperman) (série télévisée)
- 1988 : Lone Star Kid (téléfilm)
- 1988 : Un toit pour dix (Just the Ten of Us) (série télévisée)
- 1989 : Your Mother Wears Combat Boots (téléfilm)
- 1989 : Alerte à Malibu (Baywatch) (série télévisée)
- 1989 : Dream Date (téléfilm)
- 1989 : Little White Lies (téléfilm)
- 1990 : A Quiet Little Neighborhood, a Perfect Little Murder (téléfilm)
- 1992 : Présumé Coupable (All-American Murder) (vidéo)
- 1993 : SeaQuest, police des mers (SeaQuest DSV) (série télévisée)
- 1993 : Diagnostic : Meurtre (Diagnosis Murder) (série télévisée)
- 1994 : Heaven Help Us (série télévisée)
- 1994 : New York Undercover (New York Undercover) (série télévisée)
- 1995 : Live Shot (série télévisée)
- 1996 : Les Héros de Cap Canaveral (The Cape) (série télévisée)
- 1996 : Clueless (Clueless) (série télévisée)
- 1996 : Sabrina, l'apprentie sorcière ("Sabrina, the Teenage Witch") (série télévisée)
- 1997 : Star Trek: Voyager (série télévisée)
- 1997 : Le Caméléon ("Question De Courage")

(série télévisée)
- 1998 : Traques sur internet ("The Net") (série télévisée)
- 2001 : Lizzie McGuire ("Lizzie McGuire") (série télévisée)
- 2002 : Body and Soul (série télévisée)

### comme acteur
- 1974 : Happy Days (série télévisée) Warren "Potsie" Weber
- 1977 : La croisière s'amuse (The Love Boat )(série télévisée) (Saison 1 - épisode 12) - Tel est pris qui croyait prendre (Une belle romance (A fine romance))  de Jack Hanrahan et Don Sherman : Sean McGlynn
- 1988 : Lone Star Kid (téléfilm)
- 1973 : Lisa, Bright and Dark (téléfilm) : Brian
- 1984 : I Married a Centerfold (en) (téléfilm) : Nick Bellows

### comme producteur
- 1980 : Skyward  (téléfilm)
- 1981 : Skyward Christmas (téléfilm)
- 1985 : No Greater Gift (téléfilm)

### comme scénariste
- 1988 : Lone Star Kid (téléfilm)